# Mistrovství světa ve fotbale hráčů do 20 let 1983
Mistrovství světa ve fotbale hráčů do 20 let 1983 bylo čtvrtým ročníkem tohoto turnaje. Vítězem se stala brazilská fotbalová reprezentace do 20 let.

## Kvalifikace
Na turnaj se kvalifikovaly nejlepší týmy z jednotlivých kontinentálních mistrovství.
| - Afrika (CAF) - Pobřeží slonoviny - Nigérie - Asie (AFC) - Čína - Jižní Korea - Severní, Střední Amerika a Karibik (CONCACAF) - USA - Jižní Amerika (CONMEBOL) - Argentina - Brazílie - Uruguay |  | - Evropa (UEFA) - Nizozemsko - Rakousko - Polsko - Skotsko - Sovětský svaz - Československo - Oceánie (OFC) - Austrálie - Hostitel - Mexiko |

## Základní skupiny

### Skupina A
| Tým         | B | Z | V | R | P | VG | IG | +/- |
| ----------- | - | - | - | - | - | -- | -- | --- |
| Skotsko     | 4 | 3 | 2 | 0 | 1 | 4  | 2  | +2  |
| Jižní Korea | 4 | 3 | 2 | 0 | 1 | 4  | 4  | 0   |
| Austrálie   | 3 | 3 | 1 | 1 | 1 | 4  | 4  | 0   |
| Mexiko      | 1 | 3 | 0 | 1 | 2 | 2  | 4  | -2  |

| 2. června 1983 21:00 |          |            |                                                                                     |
| Mexiko               | 1:1      | Austrálie  | Aztécký stadion, Ciudad de México diváci: 108 900 rozhodčí: Gérard Biguet (Francie) |
| Bernal 16'           | (Report) | Farina 73' | Aztécký stadion, Ciudad de México diváci: 108 900 rozhodčí: Gérard Biguet (Francie) |

| 3. června 1983 15:00 |          |                 |                                                                            |
| Jižní Korea          | 0:2      | Skotsko         | Estadio Nemesio Díez, Toluca diváci: 26 191 rozhodčí: Edward Bellion (USA) |
|                      | (Report) | Dobbin 62', 78' | Estadio Nemesio Díez, Toluca diváci: 26 191 rozhodčí: Edward Bellion (USA) |

| 5. června 1983 12:00           |          |           |                                                                                    |
| Jižní Korea                    | 2:1      | Mexiko    | Aztécký stadion, Ciudad de México diváci: 71 198 rozhodčí: Jan Keizer (Nizozemsko) |
| No In-Woo 29' Shin Yeon-Ho 89' | (Report) | Reyna 10' | Aztécký stadion, Ciudad de México diváci: 71 198 rozhodčí: Jan Keizer (Nizozemsko) |

| 5. června 1983 16:00 |          |                             |                                                                                   |
| Skotsko              | 1:2      | Austrálie                   | Estadio Nemesio Díez, Toluca diváci: 22 111 rozhodčí: Carlos Espósito (Argentina) |
| McStay 61'           | (Report) | Incantalupo 52' Patikas 87' | Estadio Nemesio Díez, Toluca diváci: 22 111 rozhodčí: Carlos Espósito (Argentina) |

| 8. června 1983 16:00 |          |                                   |                                                                                   |
| Austrálie            | 1:2      | Jižní Korea                       | Estadio Nemesio Díez, Toluca diváci: 24 812 rozhodčí: Horst Brummeier (Austrálie) |
| Brown 53'            | (Report) | Kim Jong-Kon 16' Kim Jong-Boo 34' | Estadio Nemesio Díez, Toluca diváci: 24 812 rozhodčí: Horst Brummeier (Austrálie) |

| 8. června 1983 20:00 |          |            |                                                                                              |
| Mexiko               | 0:1      | Skotsko    | Aztécký stadion, Ciudad de México diváci: 86 582 rozhodčí: Luis C. Felix Ferreira (Brazílie) |
|                      | (Report) | Clarke 45' | Aztécký stadion, Ciudad de México diváci: 86 582 rozhodčí: Luis C. Felix Ferreira (Brazílie) |

### Skupina B
| Tým               | B | Z | V | R | P | VG | IG | +/- |
| ----------------- | - | - | - | - | - | -- | -- | --- |
| Uruguay           | 5 | 3 | 2 | 1 | 0 | 6  | 3  | +3  |
| Polsko            | 4 | 3 | 2 | 0 | 1 | 10 | 5  | +5  |
| USA               | 2 | 3 | 1 | 0 | 2 | 3  | 5  | -2  |
| Pobřeží slonoviny | 1 | 3 | 0 | 1 | 2 | 2  | 8  | -6  |

| 3. června 1983 14:00                                                |          |                    |                                                                         |
| Polsko                                                              | 7:2      | Pobřeží slonoviny  | Estadio Cuauhtémoc, Puebla diváci: 14 130 rozhodčí: Daqiao Zhang (Čína) |
| Klemenz 4', 21', 51' Gorgoń 22' Wraga 48' Myśliński 59' Leśniak 85' | (Report) | Didi 67' Kassy 80' | Estadio Cuauhtémoc, Puebla diváci: 14 130 rozhodčí: Daqiao Zhang (Čína) |

| 3. června 1983 19:00      |          |                      |                                                                                   |
| Uruguay                   | 3:2      | USA                  | Estadio Jalisco, Guadalajara diváci: 17 821 rozhodčí: Ivan Gregr (Československo) |
| Aguilera 2' Sosa 57', 64' | (Report) | Hooker 60' Perez 67' | Estadio Jalisco, Guadalajara diváci: 17 821 rozhodčí: Ivan Gregr (Československo) |

| 5. června 1983 14:00 |          |                   |                                                                         |
| USA                  | 1:0      | Pobřeží slonoviny | Estadio Cuauhtémoc, Puebla diváci: 11 836 rozhodčí: César Pagano (Peru) |
| Gelnovatch 79'       | (Report) |                   | Estadio Cuauhtémoc, Puebla diváci: 11 836 rozhodčí: César Pagano (Peru) |

| 6. června 1983 17:00          |          |             |                                                                          |
| Uruguay                       | 3:1      | Polsko      | Estadio Nou Camp, León diváci: 23 117 rozhodčí: Muhamed Larache (Maroko) |
| Zalazar 52' Aguilera 54', 66' | (Report) | Klemenz 57' | Estadio Nou Camp, León diváci: 23 117 rozhodčí: Muhamed Larache (Maroko) |

| 8. června 1983 14:00        |          |     |                                                                              |
| Polsko                      | 2:0      | USA | Estadio Cuauhtémoc, Puebla diváci: 16 103 rozhodčí: Okubule Eestus (Nigérie) |
| Leśniak 76' Szczepański 85' | (Report) |     | Estadio Cuauhtémoc, Puebla diváci: 16 103 rozhodčí: Okubule Eestus (Nigérie) |

| 8. června 1983 15:00 |          |         |                                                                                       |
| Pobřeží slonoviny    | 0:0      | Uruguay | Estadio Sergio León Chavez, Irapuato diváci: 15 317 rozhodčí: Lee Do-Ha (Jižní Korea) |
|                      | (Report) |         | Estadio Sergio León Chavez, Irapuato diváci: 15 317 rozhodčí: Lee Do-Ha (Jižní Korea) |

### Skupina C
| Tým            | B | Z | V | R | P | VG | IG | +/- |
| -------------- | - | - | - | - | - | -- | -- | --- |
| Argentina      | 6 | 3 | 3 | 0 | 0 | 10 | 0  | +10 |
| Československo | 4 | 3 | 2 | 0 | 1 | 7  | 4  | +3  |
| Čína           | 2 | 3 | 1 | 0 | 2 | 5  | 8  | -3  |
| Rakousko       | 0 | 3 | 0 | 0 | 3 | 0  | 10 | -10 |

| 4. června 1983 12:00 |          |                                                           |                                                                                      |
| Čína                 | 0:5      | Argentina                                                 | Aztécký stadion, Ciudad de México diváci: 19 376 rozhodčí: Hernán Silva Arce (Chile) |
|                      | (Report) | Gabrich 16' García 53' Dertycia 70' Zárate 81' Acosta 89' | Aztécký stadion, Ciudad de México diváci: 19 376 rozhodčí: Hernán Silva Arce (Chile) |

| 4. června 1983 12:00              |          |          |                                                                             |
| Československo                    | 4:0      | Rakousko | Estadio Cuauhtémoc, Puebla diváci: 21 112 rozhodčí: Romualdas Yushka (SSSR) |
| Kula 9', 71' Karoch 48' Hirko 89' | (Report) |          | Estadio Cuauhtémoc, Puebla diváci: 21 112 rozhodčí: Romualdas Yushka (SSSR) |

| 7. června 1983 15:00     |          |                            |                                                                                  |
| Československo           | 3:2      | Čína                       | Estadio Sergio León Chavez, Irapuato diváci: 15 317 rozhodčí: M. Karim (Bahrajn) |
| Dostál 34', 89' Kula 75' | (Report) | Mai Chao 49' Li Huayun 56' | Estadio Sergio León Chavez, Irapuato diváci: 15 317 rozhodčí: M. Karim (Bahrajn) |

| 7. června 1983 19:00 |          |                             |                                                                             |
| Rakousko             | 0:3      | Argentina                   | Estadio Nou Camp, León diváci: 31 144 rozhodčí: Brian R. McGinley (Skotsko) |
|                      | (Report) | Gabrich 13', 28' Zárate 20' | Estadio Nou Camp, León diváci: 31 144 rozhodčí: Brian R. McGinley (Skotsko) |

| 9. června 1983 15:00                       |          |          |                                                                                                 |
| Čína                                       | 3:0      | Rakousko | Estadio Sergio León Chavez, Irapuato diváci: 15 317 rozhodčí: Christopher Bambridge (Austrálie) |
| Liu Haiguang 48' Guo Yijun 79' Duan Ju 88' | (Report) |          | Estadio Sergio León Chavez, Irapuato diváci: 15 317 rozhodčí: Christopher Bambridge (Austrálie) |

| 9. června 1983 17:00      |          |                |                                                                                  |
| Argentina                 | 2:0      | Československo | Estadio Nou Camp, León diváci: 14 143 rozhodčí: Bernard Grah (Pobřeží slonoviny) |
| Vanemerak 15' Gabrich 77' | (Report) |                | Estadio Nou Camp, León diváci: 14 143 rozhodčí: Bernard Grah (Pobřeží slonoviny) |

### Skupina D
| Tým           | B | Z | V | R | P | VG | IG | +/- |
| ------------- | - | - | - | - | - | -- | -- | --- |
| Brazílie      | 5 | 3 | 2 | 1 | 0 | 6  | 2  | +4  |
| Nizozemsko    | 4 | 3 | 1 | 2 | 0 | 4  | 3  | +1  |
| Nigérie       | 3 | 3 | 1 | 1 | 1 | 1  | 3  | -2  |
| Sovětský svaz | 0 | 3 | 0 | 0 | 3 | 3  | 6  | -3  |

| 3. června 1983 14:00 |          |                 |                                                                                         |
| Sovětský svaz        | 0:1      | Nigérie         | Estadio Tecnológico, Monterrey diváci: 37 837 rozhodčí: Fermín Ramírez Zermeno (Mexiko) |
|                      | (Report) | Okoronwanta 78' | Estadio Tecnológico, Monterrey diváci: 37 837 rozhodčí: Fermín Ramírez Zermeno (Mexiko) |

| 4. června 1983 19:00 |          |             |                                                                              |
| Nizozemsko           | 1:1      | Brazílie    | Estadio Jalisco, Guadalajara diváci: 68 130 rozhodčí: Rolf Ericson (Švédsko) |
| Been 49'             | (Report) | Geovani 77' | Estadio Jalisco, Guadalajara diváci: 68 130 rozhodčí: Rolf Ericson (Švédsko) |

| 6. června 1983 19:00                    |          |         |                                                                                      |
| Brazílie                                | 3:0      | Nigérie | Estadio Jalisco, Guadalajara diváci: 41 182 rozhodčí: Carlos Luis Alfaro (Kostarika) |
| Gilmar Popoca 7' Santos 32' Geovani 43' | (Report) |         | Estadio Jalisco, Guadalajara diváci: 41 182 rozhodčí: Carlos Luis Alfaro (Kostarika) |

| 6. června 1983 21:00             |          |                          |                                                                                            |
| Nizozemsko                       | 3:2      | Sovětský svaz            | Estadio Tecnológico, Monterrey diváci: 27 136 rozhodčí: José Luis Martínez Bazán (Uruguay) |
| Duut 12' Been 48' Van Basten 49' | (Report) | Salimov 40' Protasov 46' | Estadio Tecnológico, Monterrey diváci: 27 136 rozhodčí: José Luis Martínez Bazán (Uruguay) |

| 9. června 1983 19:00 |          |                              |                                                                                     |
| Sovětský svaz        | 1:2      | Brazílie                     | Estadio Jalisco, Guadalajara diváci: 31 380 rozhodčí: Keith Stuart Hackett (Anglie) |
| Litovčenko 87'       | (Report) | Agapov 47' (vl.) Geovani 80' | Estadio Jalisco, Guadalajara diváci: 31 380 rozhodčí: Keith Stuart Hackett (Anglie) |

| 9. června 1983 21:00 |          |            |                                                                                 |
| Nigérie              | 0:0      | Nizozemsko | Estadio Tecnológico, Monterrey diváci: 41 283 rozhodčí: Andrzej Libich (Polsko) |
|                      | (Report) |            | Estadio Tecnológico, Monterrey diváci: 41 283 rozhodčí: Andrzej Libich (Polsko) |

## Play off

### Čtvrtfinále
| 11. června 1983 12:00 |          |            |                                                                                    |
| Skotsko               | 0:1      | Polsko     | Aztécký stadion, Ciudad de México diváci: 11 986 rozhodčí: Gérard Biguet (Francie) |
|                       | (Report) | Klemenz 5' | Aztécký stadion, Ciudad de México diváci: 11 986 rozhodčí: Gérard Biguet (Francie) |

| 11. června 1983 17:00 |              |                        |                                                                                        |
| Uruguay               | 1:2 (prodl.) | Jižní Korea            | Estadio Tecnológico, Monterrey diváci: 39 876 rozhodčí: Carlos Luis Alfaro (Kostarika) |
| Martínez 71'          | (Report)     | Shin Yeon-Ho 54', 104' | Estadio Tecnológico, Monterrey diváci: 39 876 rozhodčí: Carlos Luis Alfaro (Kostarika) |

| 12. června 1983 12:00 |          |               |                                                                               |
| Argentina             | 2:1      | Nizozemsko    | Estadio Nou Camp, León diváci: 24 830 rozhodčí: Keith Stuart Hackett (Anglie) |
| Borelli 65' Gaona 90' | (Report) | Van Basten 4' | Estadio Nou Camp, León diváci: 24 830 rozhodčí: Keith Stuart Hackett (Anglie) |

| 12. června 1983 12:00                 |          |                |                                                                                       |
| Brazílie                              | 4:1      | Československo | Estadio Jalisco, Guadalajara diváci: 36 183 rozhodčí: Fermín Ramírez Zermeno (Mexiko) |
| Dunga 18' Bebeto 29' Geovani 40', 60' | (Report) | Dostál 6'      | Estadio Jalisco, Guadalajara diváci: 36 183 rozhodčí: Fermín Ramírez Zermeno (Mexiko) |

### Semifinále
| 15. června 1983 17:00 |          |            |                                                                                               |
| Polsko                | 0:1      | Argentina  | Aztécký stadion, Ciudad de México diváci: 39 896 rozhodčí: José Luis Martínez Bazán (Uruguay) |
|                       | (Report) | Zárate 59' | Aztécký stadion, Ciudad de México diváci: 39 896 rozhodčí: José Luis Martínez Bazán (Uruguay) |

| 15. června 1983 17:00 |          |                              |                                                                                 |
| Jižní Korea           | 1:2      | Brazílie                     | Estadio Tecnológico, Monterrey diváci: 55 914 rozhodčí: Jan Keizer (Nizozemsko) |
| Kim Jong-Boo 14'      | (Report) | Gilmar Popoca 22' Santos 81' | Estadio Tecnológico, Monterrey diváci: 55 914 rozhodčí: Jan Keizer (Nizozemsko) |

### O 3. místo
| 18. června 1983 17:00       |              |                  |                                                                                         |
| Polsko                      | 2:1 (prodl.) | Jižní Korea      | Estadio Jalisco, Guadalajara diváci: 35 000 rozhodčí: Luis C. Felix Ferreira (Brazílie) |
| Krauze 77' Szczepański 103' | (Report)     | Lee Kee-Keun 37' | Estadio Jalisco, Guadalajara diváci: 35 000 rozhodčí: Luis C. Felix Ferreira (Brazílie) |

### Finále
| 19. června 1983 12:00 |          |             |                                                                                     |
| Argentina             | 0:1      | Brazílie    | Aztécký stadion, Ciudad de México diváci: 110 000 rozhodčí: Gérard Biguet (Francie) |
|                       | (Report) | Geovani 39' | Aztécký stadion, Ciudad de México diváci: 110 000 rozhodčí: Gérard Biguet (Francie) |

## Vítěz
| Mistrovství světa ve fotbale hráčů do 20 let 1983 Brazílie (1.titul) Hugo • Boni • Aloísio • Heitor • Coelho • Adalberto • Maurícinho • Geovani • Márinho Rã • Bebeto • Paulinho Carioca • Brigatti • Jorginho • Guto • Angeli • Dunga • Gilmar Popoca • Sidney |